# Студия звукозаписи

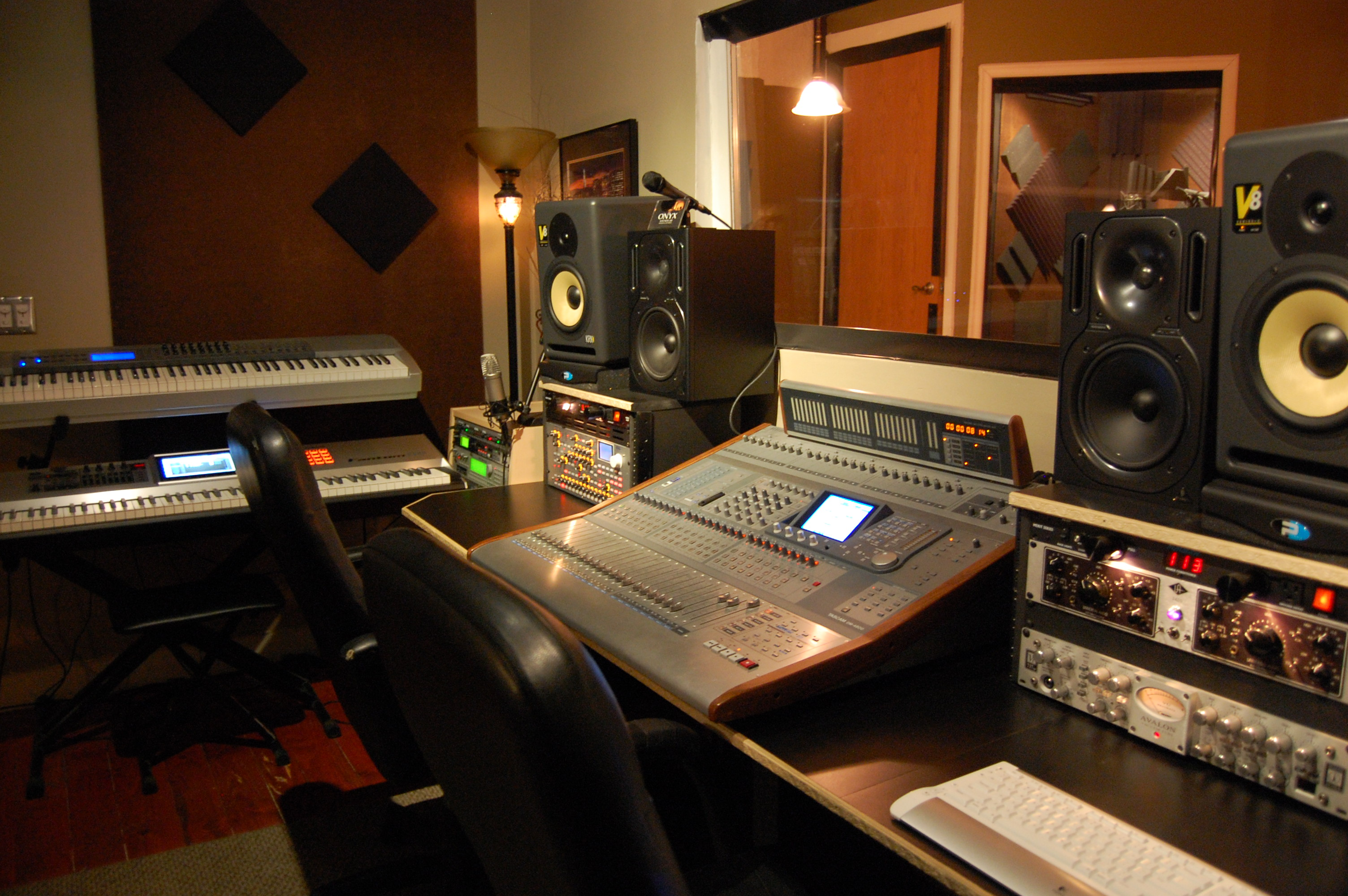
Контрольная комната студии с микшерным пультом и мониторами.

Студия звукозаписи — специальное помещение, созданное для записи и обработки звука, также известное под названием звукозаписывающая студия, или аудиостудия.

## Помещения
Студия включает в себя комнаты звукоинженера, комнаты для записи, музыкальных инструментов, и в отдельных случаях — из комнаты прослушивания, иногда также выделяют отдельное помещение под аппаратную, где может устанавливаться громоздкая и шумная аппаратура, например магнитофон.
К помещениям, где производится непосредственно звукозапись и контроль записываемого материала, имеются специальные требования: звукоизоляция и звукопоглощение.
Звукопоглощение добивается за счёт крепления специальных звукопоглощающих материалов на стены и потолок. Эти материалы имеют высокий показатель поглощения (гашения) аудиоволны по определённым частотам, что способствует удалению эха (естественной реверберации). Таким образом, материалы выбираются для конкретных помещений, где будет производиться звукозапись конкретных инструментов. К примеру, для звукоизоляции помещений, где производится запись вокала, используются такие материалы как поролон, вата, ковролин и/или их комбинации (эти материалы имеют хорошее поглощение в диапазоне от 3КГц до 9-10КГц), что не совсем приемлемо для помещений, где производится запись таких инструментов как барабаны или контрабас (где требуются использования специальных композитных панелей для поглощения низких и субнизких частот).
Звукоизоляции добиваются за счёт специальной конструкции стен студии. Их утолщают и создают по возможности несколько стен, разделяя их узкими промежутками, в которые засыпается песок или другие материалы, способные поглотить энергию звуковой волны. Эти изменения позволяют изолировать студию как от шумов извне, так и в обратном направлении. Также используют звукоизолирующие материалы: акустический поролон, плиты из стекловолокна, звукоизоляционные плёнки и т.д.

## Оборудование студии
Главным образом, оборудование студий звукозаписи состоит из:
- устройств, способных уловить звук (микрофоны, звукосниматели);
- обработать звук (микшеры, сигнальные процессоры, компрессоры, компьютерные плагины и.т.д.);
- записать звук (аналоговые звукозаписывающие устройства, DAT-магнитофоны, жёсткие диски);
- воспроизвести звук (студийные мониторы).

Студийные мониторы предназначены для контроля записываемого звука. Могут использоваться как громкоговорящие мониторы, так и специальные мониторные наушники. Основное требование к мониторам — минимум вносимых в звук искажений. Мониторы не должны каким-то образом маскировать дефекты записи.
В 2000-х и 2010-х годах компьютеры общего назначения быстро взяли на себя ведущую роль в процессе записи. С помощью программного обеспечения, такого как Protools, мощный компьютер с быстрым процессором смог заменить микшерные пульты, многодорожечные магнитофоны, синтезаторы, семплеры и блок эффектов (реверберация, эхо, компрессия и т. д.), которые требовались в студиях звукозаписи в 1980-х и 1990-х годах. Компьютер, оснащенный таким образом, называется цифровая звуковая рабочая станция (англ. DAW) или виртуальная аудиостудия.
Популярный аудиозаписывающий софт включает Apple Logic Pro, Pro Tools от Digidesign — почти стандарт для большинства профессиональных студий; Cubase и Nuendo от Steinberg и MOTU Digital Performer — популярный для записи MIDI и музыки к фильмам. Другие программные приложения включают Ableton Live, Mixcraft Pro Studio, Sonar Cakewalk, ACID Pro, FL Studio, Adobe Audition, Cockos Reaper, Auto-Tune, Audacity и Ardour.
С 2010-х годов виртуальные аудиостудии больше зависят от качества аппаратуры звукозаписи, чем от компьютера, на котором они работают, поэтому типичное компьютерное оборудование высокого класса является менее приоритетным, если не задействовано MIDI. В то время как Apple Macintosh используется для большинства студийных работ, для Microsoft Windows и Linux имеется большой выбор программного обеспечения[прояснить].

### Микрофоны
В настоящее время во всех студиях звукозаписи используются в основном конденсаторные, ленточные и динамические микрофоны. Они отличаются своими частотными и динамическими характеристиками, чувствительностью и направленностью. Вокальные микрофоны как правило конденсаторные или ленточные построены на большой мембране, имеют повышенный динамический и частотный диапазон и высокую чувствительность (малое время отклика). Они устанавливаются на специальной резиновой подставке (так называемый «паук») для исключения попаданий каких либо вибраций на корпус микрофона. Между микрофоном и исполнителем также располагают поп-фильтр для защиты мембраны микрофонов от ударов при резком выдыхании воздуха.

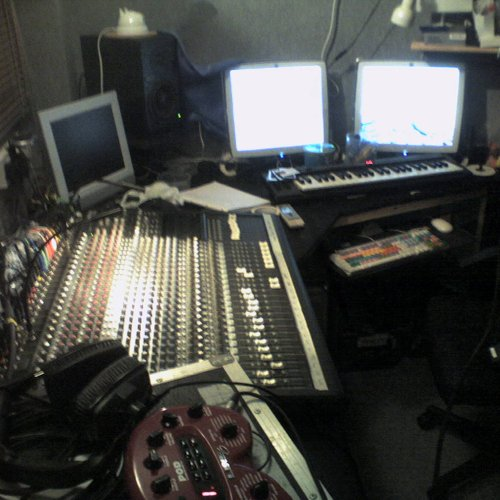
Микшерный пульт в одной из студий

Выбор инструментальных микрофонов зависит от конкретных инструментов, и иногда от предпочтений исполнителя. Для записи смычково-струнных инструментов чаще используют узконаправленные конденсаторные микрофоны с повышенной чувствительностью на определённых частотах для передачи особенностей конкретного инструмента.

### Микшерный пульт
Микшерный пульт необходим для сведения сигнала от разных источников в необходимое для записи количество каналов, а также наложения эффектов. Причём сигнал, обработанный в одном канале микшера (например, предварительно настроенном по уровню сигнала и частотной характеристике канал микрофона) может каскадно подаваться на другой канал для дальнейшей обработки.

## История
1890-е — 1930-е
В эпоху акустических записей (до введения микрофонов, электроники и усиления) самые ранние звукозаписывающие студии были устроены очень просто, являясь по существу звуконепроницаемыми комнатами, которые изолировали исполнителей от внешнего шума. В течение этой эры нередко записывались записи в любом доступном месте, например, в местной бальной зале, используя переносное акустическое записывающее оборудование. В этот период основные записи были сделаны с использованием процесса непосредственной нарезки на диск (direct-to-disc). Исполнители обычно группировались вокруг большого акустического рупора (увеличенный вариант знакомого рупора фонографа). Акустическая энергия от голосов или инструментов была направлена через диафрагму рога на механический режущий станок, расположенный в следующей комнате, который вписывал сигнал в виде модулированной канавки непосредственно на поверхность главного цилиндра или диска.
После изобретения и коммерческого внедрения микрофонов, электронных усилителей, громкоговорителей и микшерного пульта электрическая запись постепенно преобразовала индустрию записи. К 1925 году это технология заменила механические методы звукозаписи на таких крупных лейблах, как RCA Victor и Columbia, и к 1933 году акустическая запись полностью исчезла.
1940-е — 1970-е
Электрическая запись, распространившаяся в начале 1930-х годов, и мастеринг записи был электрифицирован, но мастер-запись все же приходилось нарезать непосредственно на диск (direct-to-disc). В соответствии с преобладающими музыкальными направлениями студии в этот период были в основном предназначены для живой записи симфонических оркестров и других крупных инструментальных ансамблей. Инженеры вскоре обнаружили, что большие реверберирующие пространства, такие как концертные залы, создают яркую акустическую подпись, поскольку естественный ревербератор усиливает звук записи. В этот период предпочтение отдавали большим, акустически «живым» залам, а не акустическим «мертвым» стендам и студийным залам, которые стали распространяться после 1960-х годов. Из-за ограничений технологии записи, которые не учитывали методы многодорожечной записи, студии середины XX века разрабатывались под концепцию группировки музыкантов (например, ритм-секция или духовая секция) и певцов (например, группа бэк-вокалистов), а не разделение их, и взаимного размещение исполнителей и микрофонов для захвата сложного акустического и гармонического взаимодействия, возникшего во время исполнения (в 2000-х годах современная звукозапись всё ещё иногда использует этот подход для больших проектов , которые используют большие оркестры).
после 1980-х
Электрическим студиям звукозаписи в середине XX века часто не хватало изоляционных кабин, перегородок, а иногда и динамиков, и только в 1960-х годах с введением высококачественных наушников стала обычной практикой для исполнителей использовать гарнитуры для контроля процесса во время записи и прослушивания воспроизведения. Трудно было выделить всех исполнителей — основная причина, по которой эта практика не использовалась просто потому, что записи обычно делались в виде концертного ансамбля и все исполнители должны были видеть друг друга и лидера ансамбля во время игры. Инженеры-звукорежиссёры, прошедшие обучение в этот период, научились использовать сложные акустические эффекты, которые могут быть созданы посредством «утечки» между различными микрофонами и группами инструментов, и эти техники стали чрезвычайно опытными в изучении уникальных акустических свойств своих студий и исполнении музыкантов.